# Кутова вулиця (Київ, Солом'янський район)
Вулиця Кутова — вулиця в Солом'янському районі Києва. Пролягає від вулиці Повітрофлотської до кінця забудови. Прилучається вулиця Ґренджі-Донського. Вулиця виникла всередині 2010-х. Сучасна назва з 2015 року.